# Nymphaea micrantha
Nymphaea micrantha är en näckrosväxtart som beskrevs av Jean Baptiste Antoine Guillemin och Perr. Nymphaea micrantha ingår i släktet vita näckrosor, och familjen näckrosväxter. IUCN kategoriserar arten globalt som livskraftig. Inga underarter finns listade i Catalogue of Life.

## Bildgalleri

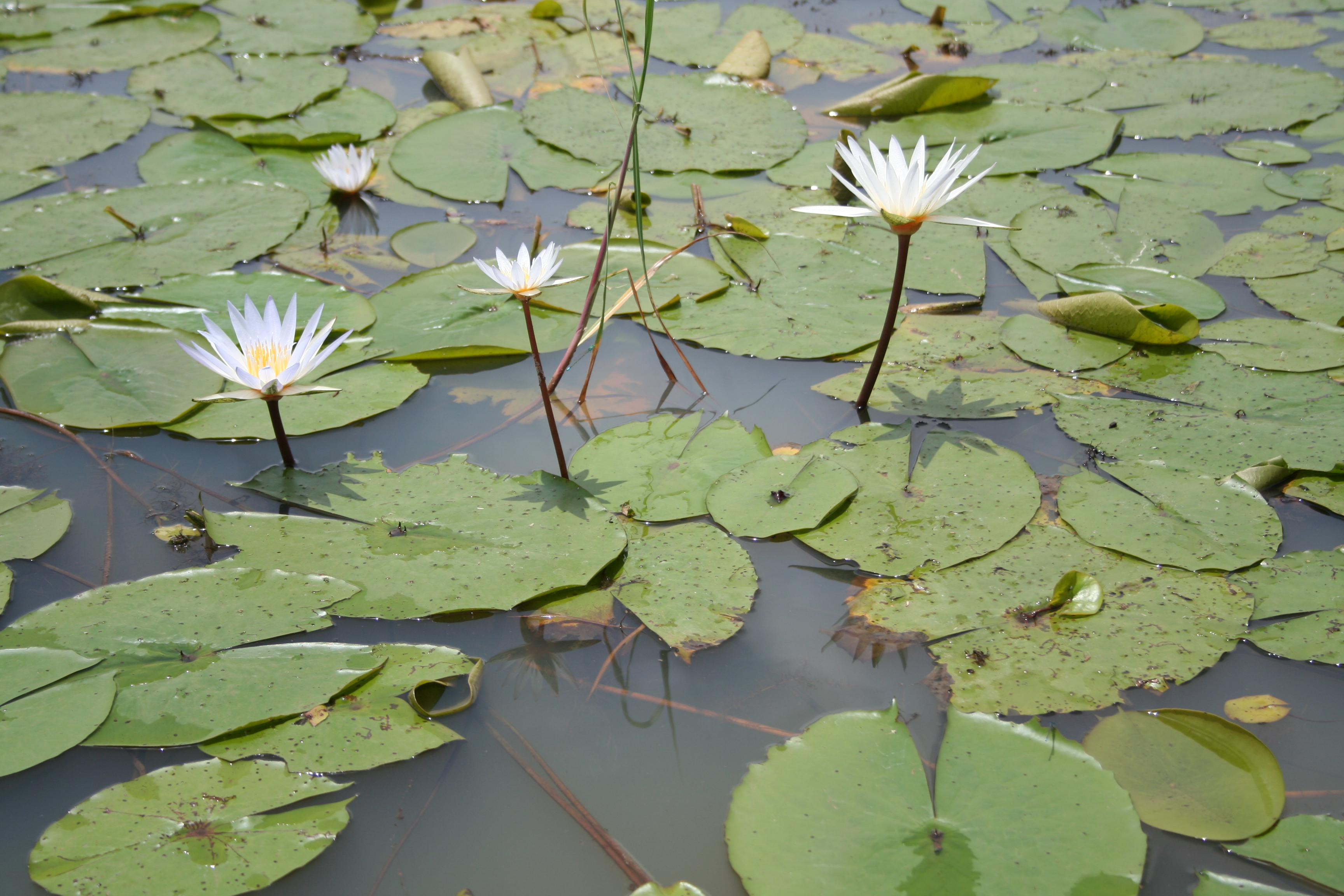